# Наволок (Псковський район)
Наволок (рос. Наволок) — присілок в Псковському районі Псковської області Російської Федерації.
Населення становить 18 осіб. Входить до складу муніципального утворення Завеличенська волость.

## Історія
Від 2015 року входить до складу муніципального утворення Завеличенська волость.

## Населення
| 2001 | 2002 | 2010 | 2014 |
| ---- | ---- | ---- | ---- |
| 17   | ↗18  | ↗22  | ↘18  |